# 바인엔터테인먼트의 음반
이 문서는 바인엔터테인먼트에서 발매한 음반목록이다.

## 2010년대
- 2018년 6월 14일 서은교 [Digital Single] SHARP AND FLAT Part.2
- 2018년 10월 30일 서은교 [Digital Single] SHARP AND FLAT Part.3
- 2018년 12월 19일 서은교 [Digital Single] SHARP AND FLAT Part.4

## 2020년대
- 2020년 2월 14일 서은교 - 맛 좀보실래요? OST Part.4
- 2020년 5월 20일 시크릿넘버 - [Digital Single] Who Dis?
- 2020년 11월 4일 시크릿넘버 - [Digital Single] Got That Boom
- 2021년 10월 27일 시크릿넘버 - [Digital Single] Fire Saturday
- 2022년 3월 14일 시크릿넘버 - 사내맞선 OST Part.5
- 2022년 6월 8일 시크릿넘버 - [Digital Single] DOOMCHITA
- 2022년 11월 16일 시크릿넘버 - [Digital Single] TAP
- 2023년 5월 24일 시크릿넘버 - [Digital Single] 독사
- 2023년 8월 24일 시크릿넘버 - [Digital Single] STARLIGHT
- 2024년 7월 3일 Miss H - [Digital Single] Bamboo
- 2024년 7월 22일 시크릿넘버 - 우연일까? OST Part.1
- 2025년 8월 19일 시크릿넘버 - [Digital Single] NEW NUMBER